# Реактор-розмножувач

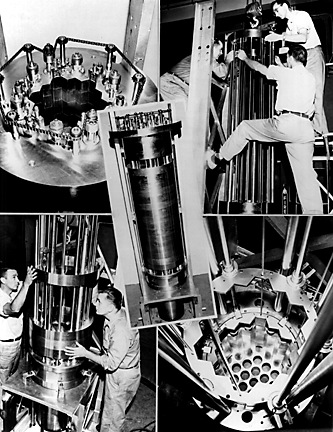
Ядро реактора Айдахо, 1951

Реактор-розмножувач — ядерний реактор, що дозволяє напрацьовувати ядерне паливо в кількості, яка переважає потреби самого реактора. Приклад — реактор на швидких нейтронах. Основна характеристика — коефіцієнт відтворення (КВ). Спочатку  реактори-розмножувачі були визнані привабливими, оскільки вони більш повно використовували уранове паливо, ніж легкі водяні реактори, але інтерес знизився після 1960-х років, оскільки було виявлено більше запасів урану, а нові методи збагачення урану зменшили витрати на паливо.

## Працюючі реактори
- БН-350, м. Актау, зупинено
- Білоярська АЕС
  - БН-600 (діє)
  - БН-800 (або 880) (діє)
  - БН-1800[2] (проєкт)